# Oistins
Oistins – miasto na wybrzeżu, na wyspie Barbados. Położone w południowej części parafii Christ Church. Miasto jest głównie centrum rybackim, przyciągającym wielu turystów. Znajduje się tam także kościół parafialny Christ Church. Oistins jest także siedzibą byłego szpitala parafialnego i byłej barbadoskiej straży przybrzeżnej.